# Sikkim, terre secrète
Sikkim, terre secrete is een Franse documentairefilm uit 1956 van filmregisseur en scenarioschrijver Serge Bourguignon.

## Verhaal
Sikkim, terre secrete is de eerste film die werd opgenomen in de kleine staat Sikkim, waar de toegang in die tijd niet toegestaan was voor buitenlanders en om die reden juist net als Tibet de belangstelling aantrok van buitenlanders.